# St. Mark’s Church (Niagara-on-the-Lake)

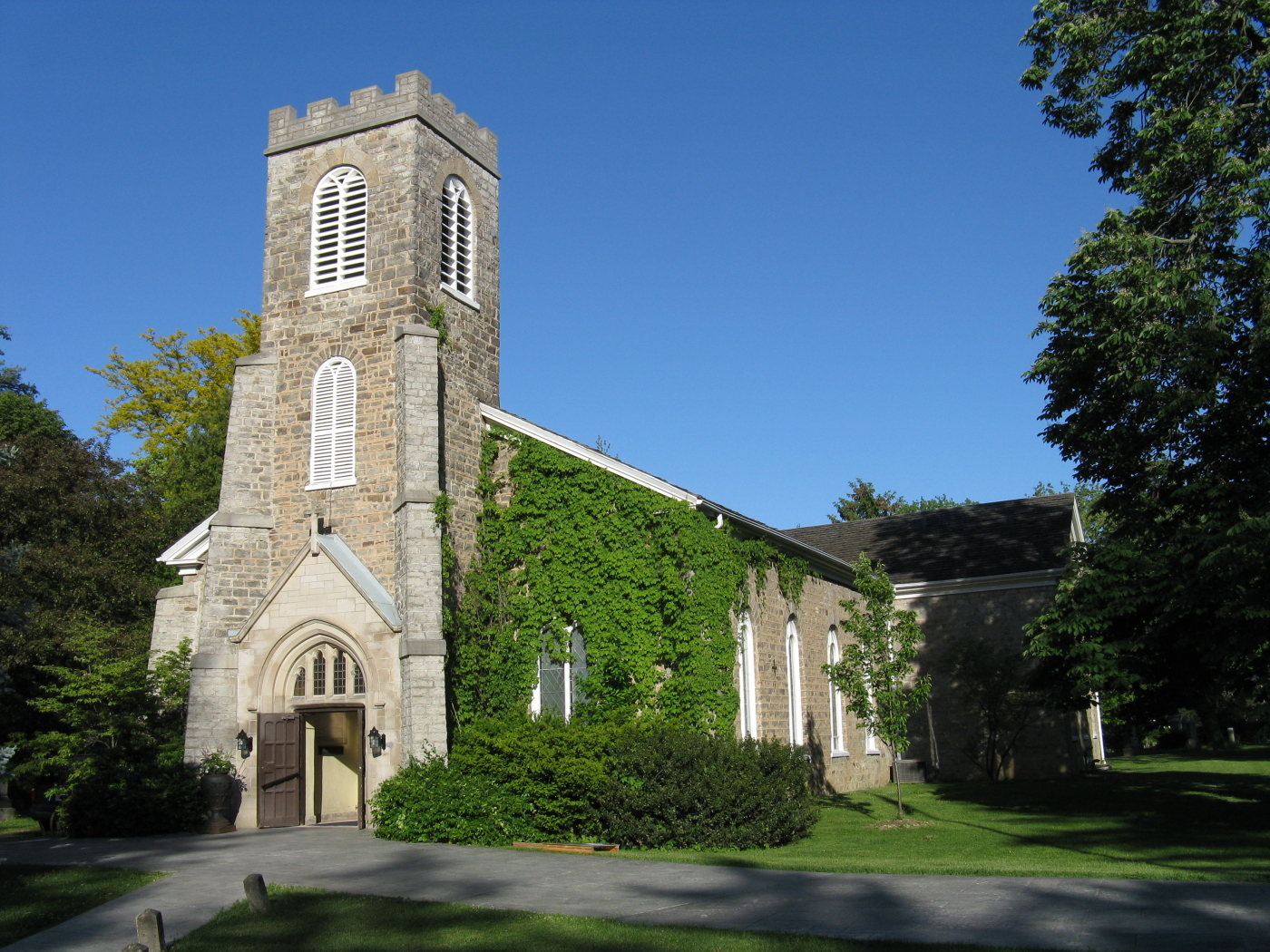
St. Mark’s Church, 2009

St. Mark’s Church ist eine historische anglikanische Kirche in Niagara-on-the-Lake, Ontario, Kanada. Sie ist die älteste Kirche in der Diözese Niagara und die zweitälteste anglikanische Kirche in Ontario. Sie befindet sich an der 41 Byron Street, Niagara-on-the-Lake.

## Geschichte

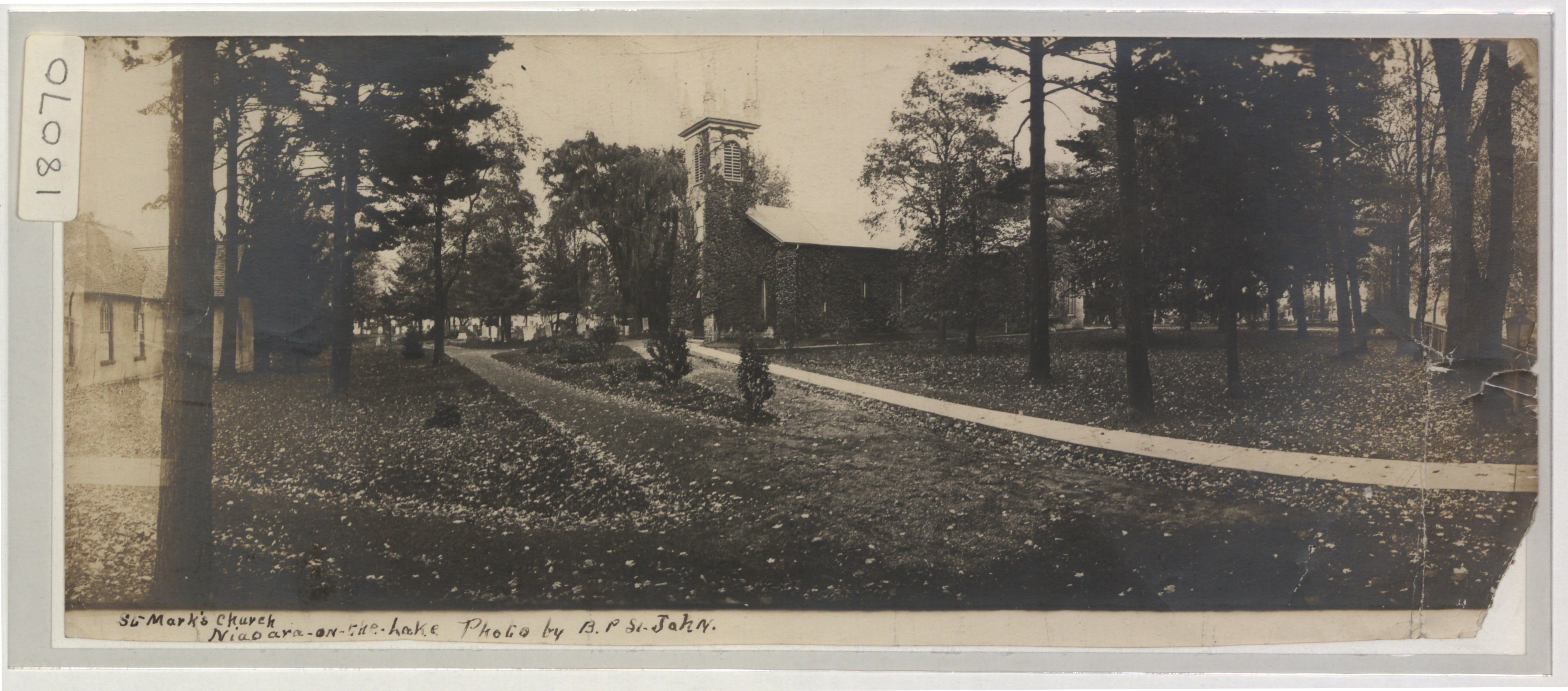
Die Kirche im Jahr 1907

Im Jahr 1790 wandten sich die anglikanischen Einwohner des damaligen Butlersburg schriftlich an Charles Inglis, den Bischof von Nova Scotia, mit der Bitte, einen Geistlichen in die Region zu entsenden. Im Jahr 1791 wurde Reverend Robert Addison als Missionar beauftragt und traf im Juli 1792 in Butlersburg ein. Zu jener Zeit war Addison der einzige ansässige anglikanische Geistliche westlich von Kingston. Die ersten Gottesdienste fanden im Logenhaus der Freimaurer oder im Gerichtsgebäude statt. Eine Sandsteinkirche wurde 1809 fertiggestellt.
Während des Britisch-Amerikanischen Krieges von 1812 wurde die Kirche von den britischen Streitkräften als Lazarett und später von den amerikanischen Besatzungstruppen als Krankenhaus und Kaserne genutzt. Addison diente als Kaplan der britischen Armee und leitete die Beerdigung von Generalmajor Sir Isaac Brock, der in der Kirche gebetet hatte. Am 10. Dezember 1813 setzten die sich zurückziehenden amerikanischen Truppen das Dorf, das damals noch Newark hieß, einschließlich der Kirche in Brand. Die Kirche wurde von 1822 bis 1826 wiederaufgebaut und 1828 eingeweiht.
1838 wurden die Querschiffe und der Altarraum hinzugefügt. Weitere Umbauten erfolgten in den Jahren 1892 und 1964. Die frühesten Glasfenster stammen aus dem Jahr 1843 und sind die ältesten westlich von Quebec.
Das Gemeindehaus, Addison Hall genannt, wurde 1886 errichtet. Das benachbarte Pfarrhaus im italienisierenden Stil wurde 1858 für den dritten Rektor der Kirche, Reverend William McMurray, erbaut.

## Addison-Bücherei
Die Sammlung von 1300 Büchern des Reverend Robert Addison aus dem 16. und 17. Jahrhundert wurde der Kirche von seinem Enkel „auf ewig“ vermacht und befindet sich heute in der Addison Hall, dem Gemeindehaus, das seinen Namen trägt. Das älteste Buch wurde im Jahr 1548 veröffentlicht.

## Friedhof

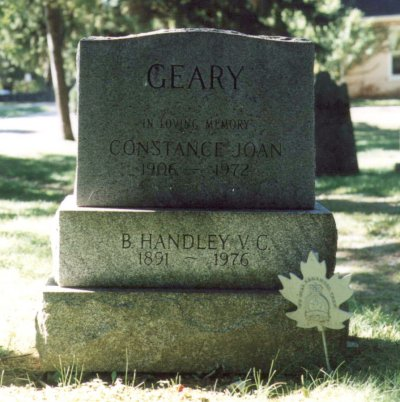
Das Grab von Major The Rev. Benjamin Handley Geary VC

Der Friedhof auf dem St.-Mark's-Kirchhof ist der älteste in Betrieb befindliche Friedhof in Ontario. Wahrscheinlich wurde das Gelände vor der Kolonisierung auch von den indigenen Bewohnern als Begräbnisstätte genutzt. Der älteste Grabstein auf dem Friedhof ist der von Elizabeth Kerr, Tochter von Sir William Johnson, 1. Baronet, und Molly Brant, datiert auf das Jahr 1794. Zu den weiteren bemerkenswerten Grabstätten gehören die von Major The Reverend Benjamin Handley Geary, Träger des Victoria-Kreuzes, und von Reverend Robert Addison, dem ersten Rektor der Kirche, der im nördlichen Querschiff der Kirche beigesetzt wurde und an den eine Gedenktafel an der Kirchenwand erinnert.
Koordinaten: 43° 15′ 19,7″ N, 79° 4′ 9,1″ W